# Zaruhi Postanjyan
Zaruhi Postanjyan (en arménien : Զարուհի Փոստանջյան), née le 16 janvier 1972 à Erevan en Arménie, est une femme politique arménienne, députée depuis 2007, et militante publique. Elle est membre du conseil du patrimoine. Elle était à la tête du groupe parlementaire « Héritage » de l'Assemblée nationale d'Arménie.

## Biographie

### Jeunesse
Zaruhi Postanjyan est né le 16 janvier 1972 à Erevan, en Arménie. Elle est diplômée de l'Institut de droit MYUD d'Erevan en 1994.

### Avocate, élue députée
Zaruhi Postanjyan a travaillé comme avocate de l'Association Helsinki, une organisation non-gouvernementale en Arménie en 1998 et 1999. Elle a reçu son brevet pour le plaidoyer en 1999. Elle a été ensuite avocate au sein de l'ONG Women's Rights Centre en 1999 et 2000. Elle était aussi avocate de l'École sportive olympique de la jeunesse de lutte d'Arménie. De 2000 à 2007, elle a été présidente de l'ONG Advocates for Human Rights. Elle est également auteure et présentatrice de l'émission télévisée Advocate. Depuis 1999, elle est membre de la Chambre des avocats d'Arménie. Le 12 mai 2007, elle a été élue députée, membre de l'Assemblée nationale d'Arménie. En 2012, elle a été réélue au parlement arménien. Elle fait partie de la commission juridique de l'Assemblée depuis 2007, et de la commission sur l'Agriculture et l'environnement depuis 2010.
Zaruhi Postanjyan a reçu un diplôme, l'insigne de l'ordre et une médaille commémorative de l'Union nationale arménienne Zoravar Andranik.
Elle est également membre de l'Assemblée parlementaire du Conseil de l'Europe, comme représentante de l'Arménie du 27 avril 2009 au 25 janvier 2010, puis suppléante jusqu'au 26 janvier 2014. Elle y participe à deux commissions et plusieurs sous-commissions.

### Controverse avec le président Sargsyan
En octobre 2013, lorsque le président arménien Serzh Sargsyan s'est adressé à l'Assemblée parlementaire du Conseil de l'Europe à Strasbourg, Zaruhi Postanjyan a pris la parole pour lui demander s'il avait visité un casino en Europe, s'il était vrai qu'il avait perdu 70 millions d'euros dans l'affaire et d'où il avait obtenu l'argent. Le président Sargsyan a vigoureusement nié avoir jamais visité un casino et Zaruhi Postanjyan a ensuite été expulsée de la délégation arménienne à l'Assemblée parlementaire,,. 
Défendant le droit de Zaruhi Postanjyan à la liberté d'expression, le parti Heritage a condamné la persécution politique de son membre. Selon le site Web favorable à l'opposition Armenianow.com, Zaruhi Postanjyan a été accueilli en héroïne par les partisans à l'aéroport de Zvartnots après avoir défié le président à Strasbourg. Les gens venus la saluer lui offraient des fleurs, des ballons et des drapeaux de l'Arménie.
Lors des manifestations antigouvernementales la même année 2013, elle chante Zartir lao devant le palais présidentiel à Erevan.

### Altercation policière
À Erevan, le 14 mai 2017, le jour de l'élection municipale pour laquelle elle se présentait, Zaruhi Postanjyan et sa fille ont été traînées en dehors des bureaux de campagne du Parti de la République par la police. Ils étaient venus au bureau pour se plaindre de l'achat de voix.

### Vie privée
Zaruhi Postanjyan est mariée et mère de trois enfants.